# Nádaskai-zsomboly
A Nádaskai-zsomboly az Aggteleki Nemzeti Park területén található egyik barlang. A barlang az Aggteleki-karszt és a Szlovák-karszt többi barlangjával együtt 1995 óta a világörökség része.

## Leírás
Az Alsó-hegy fennsíkján, a tornanádaskai Hadik-kastély felett, a Vecsem-bükk csúcsától 79°-ra, attól 3180 m-re, a Borsodi-zsombolytól kb. 200 m-re fekszik a Nádaskai-zsomboly bejárata. Az Alsó-hegy magyarországi részén ez a zsomboly található legkeletebbre. Közelében található a Humusz-lyuk. Tornanádaskától a sárga sáv turistajelzésű úton a fennsík pereméig kell menni, ahol a turistaútról K-i irányba letérve érhető el a Nádaskai-zsomboly bejárata, amely a barlang legmagasabban lévő pontja. Turistatérképek jelölik a barlang helyét. Egy töbör déli oldalában nyílik a zsomboly nagy bejárata.
A barlang bejárati aknája 2–3 m átmérőjű és egy terembe vezet. A teremben szép cseppkövek láthatók. A barlang vízszintes kiterjedése 7,5 m. A lezáratlan barlang engedély nélkül, 20 m kötél és kötéltechnikai eszközök alkalmazásával járható.
Előfordul a barlang az irodalmában Nádaskai-sziklaüreg (Csernavölgyi, Hegedűs, Molnár 1977), Nádaskai sziklaüreg (Bertalan 1976) és Nádaskai zsomboly (Balázs 1957) neveken is. 1965-ben volt először Nádaskai-zsombolynak nevezve a barlang az irodalmában. Az MKBT Beszámoló 1975 második félévi kiadványában szerepel egy Lombos-zsomboly nevű barlang, amely lehet, hogy a Nádaskai-zsomboly Kordos László feltételezése szerint.

## Kutatástörténet
Az 1957. évi ismertetése szerint 10 méter mély és 10 méter hosszú, valamint Kadić Ottokár 1921. október 28-án átkutatta, felmérte és leírta. A kéziratban az is olvasható, hogy Kadić Ottokár feljegyzései már nem voltak megtalálhatók. 1974-ben Balás Anna vezetésével a Kossuth Lajos Tudományegyetem Tóthfalusi Sándor Kollégiumának barlangkutatói bontottak egy Lombos-zsomboly nevű barlangot, amely Kordos László szerint lehet, hogy a Nádaskai-zsomboly volt. A bontáskor ember, kutya, vaddisznó, őz, gímszarvas és Capra csontmaradványokat gyűjtöttek. 1975. november 6-ai bejárása alapján 1977-ben írt szpeleográfiai terepjelentésben Nádaskai-sziklaüreg a neve. A terepjelentés szerint a feltérképezett barlang alaprajzi hossza 8 méter, hossza a valóságban 27 méter, vízszintes kiterjedése 8,5 méter és függőleges kiterjedése 16,5 méter.
Az 1976-ban befejezett, Magyarország barlangleltára című kéziratban a Nádaskai-zsomboly két külön barlangként van leírva, Nádaskai sziklaüreg (108. számú cédula) és Nádaskai zsomboly (109. számú cédula) néven. A kézirat szerint a Nádaskai sziklaüreg az Alsó-hegyen, Tornanádaskán helyezkedik el. Az Alsó-hegy fennsíkjának peremén lévő töbör alján van a barlang bejárata. A víznyelő jellegű barlangban Kadić Ottokár 1921-ben ásatást végzett és felmérte a sziklaüreget. Kadić Ottokár barlangkataszterében a 83. számú barlang. A kézirat barlangot ismertető része 1 kézirat alapján lett írva. A Nádaskai zsomboly az Alsó-hegyen, Tornanádaskán helyezkedik el.  Az Alsó-hegy oldalában, a Tornanádaskán lévő Hadik-kastély felett van a barlang bejárata. A 10 m hosszú barlangot Kadić Ottokár felmérte. Kadić Ottokár barlangkataszterében (Magyar Barlangkutató Társulat) a 84. számú barlang. A kézirat barlangot ismertető része 1 kézirat alapján lett írva.
1978-ban a Vörös Meteor TE Tektonik Barlangkutató Csoport négy tagja (Csöndör Gyula, Hegedűs Gyula, Heltay Tamás és Mikó Judit) felmérte a barlangot, majd a felmérés felhasználásával elkészítették a barlang alaprajz térképét és 2 függőleges hosszmetszet térképét. Az egyik függőleges hosszmetszet térkép alapján a barlang 15,1 m mély. Az 1978. évi MKBT Beszámolóban jelentek meg először nyomtatásban a barlang 1978-ban szerkesztett térképei. A Magyar Karszt- és Barlangkutató Társulat 1982-es Országos Vándorgyűlésén az egyik túracélpont volt a Nádaskai-zsomboly.
Az 1984-ben megjelent, Magyarország barlangjai című könyv országos barlanglistájában szerepel az Aggteleki-karszton lévő barlang két külön barlangként. Az egyik barlangnak Nádaskai-zsomboly, a másik barlangnak Nádaskai-sziklaüreg a neve. A listához kapcsolódóan látható az Aggteleki-karszt és a Bükk hegység barlangjainak földrajzi elhelyezkedését bemutató 1:500 000-es méretarányú térképen a két barlang földrajzi elhelyezkedése. Az 1992-ben kiadott, Alsó-hegyi zsombolyatlasz című könyvben jelent meg először nyomtatásban a barlang helyét feltüntető topográfiai térkép, és ismét publikálva lettek a barlang 1978-ban szerkesztett térképei. Több adattal együtt fel van tüntetve három irodalmi mű, amelyekben a barlang említve van.
A barlang 1995 óta az Aggteleki-karszt és a Szlovák-karszt többi barlangjával együtt a világörökség része. A Nyerges Attila által 1997-ben készített szakdolgozat szerint a 15 m mély Nádaskai-zsomboly az Alsó-hegy magyarországi részének 38. legmélyebb barlangja. A 37. legmélyebb (Kopaszgally-oldali-barlang) szintén 15 m mély. A szakdolgozatban meg van említve a Humusz-lyuk az Alsó-hegy magyarországi részének egyéb barlangtorzói, beszakadásai és karsztobjektumai között. A Nádaskai-sziklaüreg és a Nádaskerti-sziklaüreg az 5450-es (Alsó-hegy) kataszteri egységben elhelyezkedő barlangok között vannak. A 2008. szeptember 27-én megrendezett XV. Lakatos Kupa kiadványa szerint a Nádaskai-zsomboly 15 m mély barlang, amely ebben az évben nem volt a verseny helyszínei között.
Az Alsó-hegy karsztjelenségeiről szóló, 2019-ben kiadott könyvben az olvasható, hogy a Nádaskai-zsomboly (Nádaskai-sziklaüreg) 25 m hosszú és 15 m mély. A barlang azonosító számai: Szlovákiában 175, Magyarországon 5452/66. A könyvben publikálva lett a barlang 1978-ban készült 2 hosszmetszet térképe és 1978-ban készült 4 keresztmetszet térképe. A 2 hosszmetszet térképen látható a 4 keresztmetszet elhelyezkedése a barlangban. A barlangot 1970-ben Csöndör Gyula, Hegedűs Gyula, Heltay Tamás és Mikó Judit mérték fel, majd 1970-ben Csöndör Gyula a felmérés alapján megrajzolta a barlang térképeit. A térképeket 2016-ban Luděk Vlk digitalizálta. A kiadványhoz mellékelve lett az Alsó-hegy részletes térképe. A térképet Luděk Vlk, Mojmír Záviška, Ctirad Piskač, Jiřina Novotná, Miloš Novotný és Martin Mandel készítették. A térképen, amelyen fekete ponttal vannak jelölve a barlangok és a zsombolyok, látható a Nádaskai-zsomboly (5452/66, 175) földrajzi elhelyezkedése.
A KvVM Barlang- és Földtani Osztályon található egy térképlap, amely valószínűleg a barlang 1978-ban készült térképei alapján lett szerkesztve. Ennek a térképlapnak a készítője és készítési ideje ismeretlen. Az osztályon van a barlangnak egy függőleges hosszmetszet térképe is. A térkép ismeretlen időpontban, ismeretlen készítő által készült (a rajzolónak csak az aláírása látható a térképen). A térkép szerint a Nádaskai-zsomboly 15 m mély.

## További irodalom
- Bertalan Károly: Magyarország barlangkatasztere. Kézirat. Veszprém, Budapest. 1932–1974.
- Kósa Attila: Az Alsó-hegy zsombolyai. Barlangnapi tájékoztató. MKBT és Tektonik, 1982.